# 许镜湖
许镜湖（1954年10月—），女，江苏人，中华人民共和国政治人物、外交官。
曾任外交部非洲司二秘、副处长、处长、参赞等职。1999年至2001年，任外交部非洲司副司长。2001年，接替马志学，任中华人民共和国驻马达加斯加大使。2004年，由李树立接任。2004年至2009年，任外交部非洲司司长、中非合作论坛中方后续行动委员会秘书长。2009年，接替龚元兴，任中华人民共和国驻摩洛哥大使。2013年7月至2016年3月，任中华人民共和国驻瑞士大使。2016年8月，任中国政府非洲事务特别代表。
丈夫是曾任中国驻毛里求斯共和国特命全权大使的高玉琛，两人育有一子。